# Копальня Тобі
Копальня Тобі – колишній гірничодобувний майданчик у Мікронезії на острові Тобі (також відомий як Tochobei) у західній частині Каролінського архіпелагу за шість сотень кілометрів на південний захід від Палау.
За наслідками Першої світової війни Каролінські острови опинились під владою Японії, яка продовжила початі германцями розробки фосфоритів на Ангаурі. В середині 1930-х японці почали приділяти все більше уваги політиці самозабезпечення, що змусило звернути увагу навіть на дрібні родовища. Зокрема, відомо, що з острова Тобі у 1937, 1938 та 1939 роках вивезли 1407, 2810 та 4269 тонн фосфоритів відповідно. Також можливо відзначити, що в будь-якому випадку роботи припинились не пізніше 1944 року, коли союзники висадились на Палау та острові Хальмахера, що перервало будь-які комунікації (хоча розміщений на Тобі японський гарнізон із понад чотирьох сотень військовслужбовців дочекався завершення війни).
Розробка велась відкритим способом, при цьому на Тобі завозили робітників з Окінави, Палау та Япу.